# Liste der Kulturdenkmäler in Herchenhain
Die folgende Liste enthält die in der Denkmaltopographie ausgewiesenen Kulturdenkmäler auf dem Gebiet des Ortsteils Herchenhain der Gemeinde Grebenhain, Vogelsbergkreis, Hessen.
Hinweis: Die Reihenfolge der Denkmäler in dieser Liste orientiert sich an der Anschrift, alternativ ist sie auch nach der Bezeichnung oder der Bauzeit sortierbar.
Kulturdenkmäler werden fortlaufend im Denkmalverzeichnis des Landes Hessen durch das Landesamt für Denkmalpflege Hessen auf Basis des Hessischen Denkmalschutzgesetzes (HDSchG) geführt. Die Schutzwürdigkeit eines Kulturdenkmals hängt nicht von der Eintragung in das Denkmalverzeichnis des Landes Hessen oder der Veröffentlichung in der Denkmaltopographie ab.

| Bild | Bezeichnung               | Lage                                                                           | Beschreibung                                                  | Bauzeit                                                                                                  | Objekt-Nr. |
| --- | ------------------------- | ------------------------------------------------------------------------------ | ------------------------------------------------------------- | --- | ---------- |
| Gefallenendenkmal | Gefallenendenkmal         | Am Pfarrgarten 3 LageFlur: 9, Flurstück: 34                                    | erbaut 1958                                                   | |            |
| Bild gesucht BW | Altes Pfarrhaus           | Feldkrücker Weg 2 LageFlur: 1, Flurstück: 153                                  | zweigeschossiger Fachwerkbau, 1848–1850 erbaut                | |            |
| Bild gesucht BW | „Schöne Aussicht“         | Hartmannshainer Straße 32 LageFlur: 7, Flurstück: 85/15                        | Gasthaus „Schöne Aussicht“, um 1910 erbaut                    | |            |
| Backhaus | Backhaus                  | Rasthausstraße 8 LageFlur: 1, Flurstück: 58                                    |                                                               | |            |
| Bild gesucht BW | Brunnen                   | Rasthausstraße o. Nr. (vor Nr. 14) LageFlur: 1, Flurstück: 50                  |                                                               | |            |
| Evangelische Kirche in Herchenhain, Ansicht von Norden, Aufnahme 2013 · Evangelische Kirche in Herchenhain, Ansicht von Westen, Aufnahme 2012 | Evangelische Kirche       | Sichenhäuser Straße 9 LageFlur: 1, Flurstück: 140                              | Evangelische Pfarrkirche des Kirchspiels Crainfeld            | |            |
| Bild gesucht BW | Ehemalige Revierförsterei | Sichenhäuser Straße 31 LageFlur: 9, Flurstück: 95                              | Typenbau, in den ersten Jahren des 20. Jahrhunderts errichtet | |            |
| Gefallenendenkmal des VJC auf der Herchenhainer Höhe, Aufnahme 2011                                                                           | Gefallenendenkmal des VHC | Außerhalb der Ortslage (Auf der Herchenhainer Höhe) LageFlur: 6, Flurstück: 26 | vom Vogelsberger Höhen-Club errichtet, 1926 eingeweiht        | 1926 |            |
| Flößerhaus im Oberwald bei Herchenhain, Ansicht von Osten, Aufnahme 2013                                                                      | Flößerhaus und Brücke     | Außerhalb der Ortslage LageFlur: 4, Flurstück: 2,3                             | errichtet als Wegüberführung über die Vogelsbergbahn          | Eingeschossiger Bau aus Basalthaustein, im Oberwald in der zweiten Hälfte des 19. Jahrhunderts errichtet |            |